# Ngọc Lâu
Ngọc Lâu là một xã thuộc huyện Lạc Sơn, tỉnh Hòa Bình, Việt Nam.
Xã Ngọc Lâu có diện tích 30,1 km², dân số năm 1999 là 2389 người, mật độ dân số đạt 79 người/km².